# Gorzyce (powiat Przeworski)
Gorzyce is een plaats in het Poolse district  Przeworski, woiwodschap Subkarpaten. De plaats maakt deel uit van de gemeente Tryńcza en telt 1282 inwoners.